# Federico Nilo Maldini
Federico Nilo Maldini (Bologna, 28 marzo 2001) è un tiratore a segno italiano.

## Biografia
Cresciuto nel quartiere bolognese di Borgo Panigale, si è diplomato presso l'istituto tecnico Belluzzi. Da piccolo ha praticato pallacanestro e pallamano, per poi iniziare a dedicarsi al tiro a segno a dodici anni.
Dal novembre 2020 é arruolato per il Centro Sportivo Carabinieri.
Il 22 maggio 2021 ha vinto la medaglia d'oro agli europei juniores di Osijek.
Ai Campionati europei di Tallinn del marzo 2023 ha ottenuto la medaglia d'argento nella gara a squadre miste insieme a Chiara Giancamilli.
Il 28 luglio 2024 ha vinto la medaglia d'argento ai Giochi olimpici di Parigi 2024 nella pistola da 10 metri aria compressa.

## Palmarès
- Giochi olimpici

Parigi 2024: argento nella pistola da 10 metri aria compressa
- Campionati europei di tiro

Tallinn 2023: argento nella pistola a squadre.
Osijek 2025: argento nella pistola a squadre.
- Campionati europei juniores di tiro

Osijek 2021: oro nella pistola 10 metri aria compressa.